# Raúl Justiniano
Miguel Raúl Justiniano Abella (né le 29 septembre 1977 à Santa Cruz de la Sierra en Bolivie) est un joueur de football international bolivien, qui évoluait au poste de milieu de terrain.

## Biographie

### Carrière de joueur

#### Carrière en sélection
Avec l'équipe de Bolivie, il dispute 26 matchs (pour un but inscrit) entre 1999 et 2005. Il figure notamment dans le groupe des sélectionnés lors des Copa América de 1999 et de 2001.
Il joue également la Coupe des confédérations de 1999.